# (34884) 2001 UR119
2001 UR119 (asteroide 34884) é um asteroide da cintura principal. Possui uma excentricidade de 0.12437340 e uma inclinação de 0.09339º.
Este asteroide foi descoberto no dia 22 de outubro de 2001 por LINEAR em Socorro.